# 969 км (зупинний пункт, Донецька залізниця)
969[джерело?] кіломе́тр — пасажирський залізничний зупинний пункт Лиманської дирекції Донецької залізниці.
Розташований біля села Рай-Олександрівка, Сіверськодонецький район, Луганської області на лінії Сватове — Попасна між станціями Венгерівка (7 км) та Лоскутівка (1 км).
Не зважаючи на військову агресію Росії на сході Україні, транспортне сполучення не припинене, щодоби п'ять пар приміських поїздів здійснюють перевезення за маршрутом Сватове — Попасна, проте вони зупиняються тільки по станціях.